# Mihálycsa Szilveszter
Mihálycsa Szilveszter (Lemhény, 1942. január 1. –) erdélyi magyar kémiai szakíró, népművelő.

## Életútja, munkássága
A kézdivásárhelyi középiskola (1959) és a marosvásárhelyi Pedagógiai Főiskola (1964) elvégzése után Berecken tanító, majd 1965-től a kézdivásárhelyi Rajoni Művelődési Ház, 1968-tól a sepsiszentgyörgyi Népi Alkotások Háza keretében szakirányító. Közben kémia szakos diplomát szerez a Babeș–Bolyai Tudományegyetemen (1970). Sepsiszentgyörgyön 1972 óta tanár az Ipari, 1990 óta Mikes Kelemen Líceumban.
Mint népművelő Péter Alberttal közösen állította össze a Bokréta című táncjátékkötetet (Sepsiszentgyörgy, 1975), melyben a Bálványosvár legendája című táncjátékát közli. A táncok mozdulatainak lejegyzése a Népi Alkotások és Művészeti Tömegmozgalom Irányító Központja jelrendszerével történt, a kísérőszöveg magyar és román nyelvű. Egy kinetikai értekezése a  kobaltkutatással kapcsolatban (társszerző Várhelyi Csaba és Finta Zoltán) 1975-ben a Babeș–Bolyai Tudományegyetem kémiai kiadványában, 1976-ban az Acta Chimica Academiae Scientiarum Hungaricae hasábjain jelent meg.